# تشارلز بينيت راي
تشارلز بينيت راي (بالإنجليزية: Charles Bennett Ray)‏ هو صحفي وكاتب أمريكي، ولد في 25 ديسمبر 1807، وتوفي في 15 أغسطس 1886.